# Saynakhonevieng Phommapanya
Saynakhonevieng Phommapanya (ur. 28 października 1987 w Wientianie) – laotański piłkarz, grający na pozycji obrońcy.

## Kariera piłkarska

### Kariera klubowa
Wychowanek Vientiane FC, w barwach którego w 2005 rozpoczął karierę piłkarską. Od 2010 do 2013 bronił barw Yotha FC. W 2014 przeszedł do Lao Toyota FC.

### Kariera reprezentacyjna
W 2006 debiutował w narodowej reprezentacji Laosu. Łącznie rozegrał 38 meczów i strzelił 2 gola.

## Nagrody i odznaczenia

### Sukcesy klubowe
- mistrz Laosu: 2005, 2006